# Charles James William Grant
Charles James William Grant (Bourtie, 14 ottobre 1861 – Sidmouth, 23 novembre 1932) è stato un militare britannico, decorato con la Victoria Cross nel corso della rivolta dello Stato di Manipur del 1891.

## Biografia
Nacque a Bourtie, Aberdeenshire (Scozia), il 14 ottobre 1861, figlio del tenente generale P.C.S. St John Grant e di  Helen Birset. Compì studi privati e poi frequentò il Royal Military College di Sandhurst. Si arruolò nel Suffolk Regiment il 10 maggio 1882 e fu assegnato al Madras Army due anni dopo, il 10 maggio 1884, in servizio presso il Corpo di Stato Maggiore di Madras,  prendendo parte alla terza guerra anglo-birmana (1885-1887).
Nel marzo del 1891, durante una rivolta nello Stato di Manipur, nell'India orientale, James Wallace Quinton, il residente Frank Grimwood e altri ufficiali britannici furono assassinati, mentre altri furono imprigionati. Promosso tenente, con un distaccamento di ottanta soldati punjabi e gurkha, era di stanza al posto di confine di Tamu, a circa 88 chilometri da Manipur. Venuto a conoscenza dell'incidente il 28 marzo, si mise immediatamente in marcia con il suo distaccamento per soccorrere i sopravvissuti. Il 31 marzo arrivò a Thobal, a circa 24 chilometri da Manipur, attaccando e conquistando immediatamente il villaggio. Quindi procedette a trincerarsi. Il giorno successivo, i rivoltosi avanzarono in forze verso Thobal. Senza aspettare l'attacco nemico, con quaranta uomini uscì incontro agli avversari e, schierandosi in formazione, aprì il fuoco. Per i successivi nove giorni lui e i suoi uomini respinsero ripetuti attacchi, eseguendo sortite, ed infliggendo pesanti perdite. Rifiutò diverse offerte di tregua e di un passaggio sicuro. Il 9 aprile, ricevette l'ordine di ritirarsi verso una forza britannica, che stava avanzando verso Manipur. Il tenente, rimasto ferito, e i suoi uomini si unirono alla forza di soccorso e presero parte ad altri combattimenti durante i quali fu nuovamente, e più gravemente, ferito. Gli inglesi entrarono in Manipur il 26 aprile, ponendo fine alla ribellione. Promosso maggiore l'11 maggio 1891, per il coraggio dimostrato a Manipur il 26 dello stesso mese fu insignito della Victoria Cross. La medaglia gli fu conferita  il 6 luglio 1891 dal Governatore di Madras, Lord Wenlock, a Octacamund, in India. Fu quindi nominato aiutante di campo del tenente generale Sir James Charlemagne Dormer, Comandante in Capo del Madras Army. Nello stesso anno sposò la vedova Mary Denton Scholes.. Il 10 maggio 1900 fu nominato comandante del 32°  Madras Infantry Battalion (poi 4° Battaglione birmano).
Promosso tenente colonnello il 10 febbraio 1906 comandò l'89th Punjabis, e poi il 1 giugno 1907 il 92nd Punjabis. Il 10 febbraio 1910 fu promosso colonnello, e il 5 novembre 1912 fu congedato dal British Indian Army. Ritornò in Inghilterra prima di andare in pensione nell'ottobre 1913. Durante la Grande Guerra, fu richiamato in servizio attivo assumendo il comando del 3° Battaglione del Royal Scots Regiment.
Andato in pensione, si stabilì nel Devon, dedicandosi alla pesca e alla caccia. Morì nella sua casa di Sidmouth, nel Devon, il 23 novembre 1932,  venendo sepolto nel locale cimitero il 26 dello steso mese.  La sua Victoria Cross e esposta presso l'Imperial War Museum.